# Zukuryne
Zukuryne (ukrainisch Цукурине; russisch Цукурино/Zukurino) ist eine Siedlung städtischen Typs im Zentrum der ukrainischen Oblast Donezk mit etwa 2000 Einwohnern.

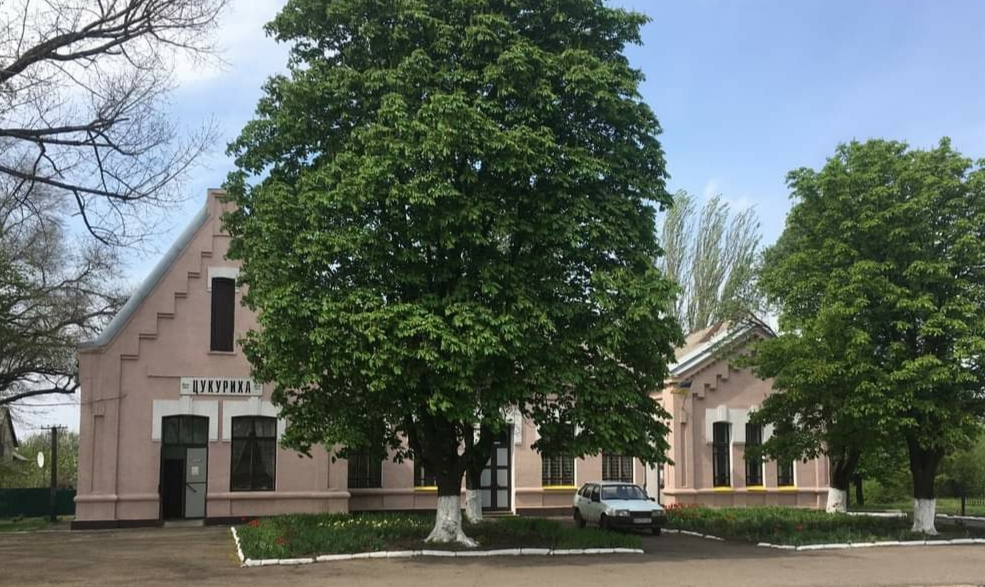
Bahnhofsgebäude im Ort

Zukuryne liegt im Donezbecken an der Bahnstrecke zwischen Kurachowe-Pokrowsk.
Die Ortschaft entstand als Bahnhofssiedlung und erhielt 1956 den Status einer Siedlung städtischen Typs. Sie ist das administrative Zentrum der gleichnamigen Siedlungsratsgemeinde, die Oblasthauptstadt Donezk ist 41 Kilometer östlich gelegen, Selydowe befindet sich 7 Kilometer nördlich.
Am 12. Juni 2020 wurde die Siedlung ein Teil der neugegründeten Stadtgemeinde Selydowe, bis dahin bildete die gleichnamige Siedlungsratsgemeinde Zukuryne (Цукуринська селищна рада/Zukurynska selyschtschna rada) als Teil der Stadtratsgemeinde von Selydowe unter Oblastverwaltung im Süden des ihn umgebenden Rajons Pokrowsk.
Am 17. Juli 2020 wurde der Ort selbst ein Teil des Rajons Pokrowsk.